# کتاب‌های پریان لانگ
کتاب‌های پریان اندرو لانگ (The Langs' Fairy Books)، مجموعه‌ایی شامل ۲۵ کتاب از داستان‌های واقعی و خیالی برای کودکان و نوجوانان می‌باشد که در فاصله سال‌های ۱۸۸۹ تا ۱۹۱۳ میلادی توسط اندرو لانگ و همسرش لئونورا بلانش الین منتشر گشت. شناخته شده‌ترین کتابهای این مجموعه ۱۲ کتاب با عنوان داستان‌های پریان می‌باشد که همچنین با عنوان «کتاب‌های رنگی پریان اندرو لانگ» یا «کتاب‌های رنگارنگ پریان اندرو لانگ» نیز شناخته می‌شود.
به عقیده آنیتا سیلوی، منتقد ژانر ادبیات کودک و نوجوان: «طنز زندگی و دوران کاری اندرو لانگ در این است که اگرچه او به عنوان حرفه‌اش، در جایگاه منتقد ادبی نوشته‌است؛ کتاب‌های داستان، شعر و کتاب‌ها و مقالاتی در زمینهٔ انسان‌شناسی، اسطوره، تاریخ و سفرنامه نگاشته‌است اما بیشتر از همه برای کتاب‌هایی که نوشتهٔ خودش نبوده است؛ مشهور شده‌است!»
تصویرسازی «۱۲ کتاب رنگی پریان» توسط هنری جاستیس فورد انجام شده‌است. در تصویرسازی دو جلد اول جورج پرسی جاکومب هود و لانسلوت اسپید همکاری داشته‌اند. آرتور والیس میلز در تصویرسازی تعدادی از تصاویر همکاری داشته‌است.

## کتاب‌ها
1. کتاب آبی پریان[ت]‏ (۱۸۸۹)
2. کتاب قرمز پریان[ث]‏ (۱۸۹۰)
3. کتاب سبز پریان[ج]‏ (۱۸۹۲)
4. کتاب زرد پریان[چ]‏ (۱۸۹۴)
5. کتاب صورتی پریان[ح]‏ (۱۸۹۷)
6. کتاب خاکستری پریان[خ]‏ (۱۹۰۰)
7. کتاب بنفش پریان[د]‏ (۱۹۰۱)
8. کتاب زرشکی پریان[ذ]‏ (۱۹۰۳)
9. کتاب قهوه‌ایی پریان[ر]‏ (۱۹۰۴)
10. کتاب نارنجی پریان[ز]‏ (۱۹۰۶)
11. کتاب زیتونی پریان[ژ]‏ (۱۹۰۷)
12. کتاب ارغوانی پریان[س]‏ (۱۹۱۰)